# Wołodymyr Czajkiwski
Wołodymyr Czajkiwski, ukr. Володимир Чайківський, pol. Włodzimierz Czajkowski (ur. 3 sierpnia 1884 w Tuczapach, zm. 2 marca 1937 w Sanoku) – nauczyciel.

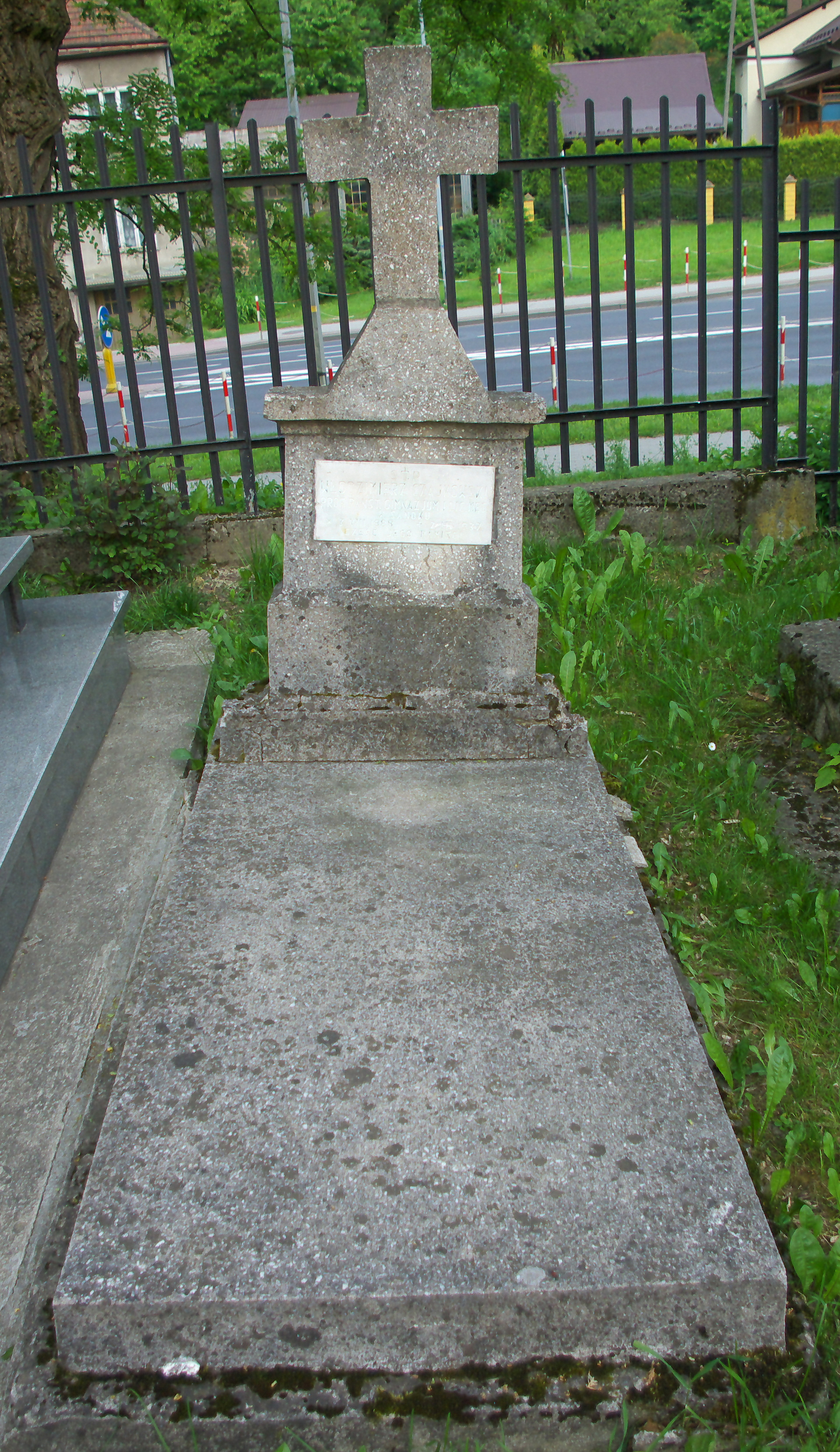
Nagrobek Wołodymyra Czajkiwskiego

## Życiorys
Urodził się 3 sierpnia 1884, według różnych wersji w miejscowości Buczany Nowe, względnie w Tuczapach w powiecie jaworowskim. Z pochodzenia był Rusinem. Był wyznania greckokatolickiego. Podjął pracę nauczyciela od 17 września 1908. Wykładał język ruski pracując jako zastępca nauczyciela w Gimnazjum Franciszka Józefa w Tarnopolu. Jako zastępca nauczyciela rozporządzeniem z 16 lutego 1916 został przydzielony z C. K. Gimnazjum w Tarnopolu z językiem ruskim wykładowym do C. K. Gimnazjum Męskiego w Sanoku, gdzie od 24 marca 1916 uczył języka ruskiego, języka łacińskiego, języka greckiego, języka rosyjskiego, od przełomu lat 20./30. także matematyki, w latach 30. języka niemieckiego. Rozporządzeniem Kuratorium Okręgu Szkolnego Lwowskiego z 9 stycznia 1934 został zaszeregowany do grupy VII w zawodzie, a rozporządzeniem KOSL z 10 października 1934 został zaszeregowany do grupy VI w zawodzie. W sanockim gimnazjum pracował w okresie II Rzeczypospolitej. Ponadto wykładał język ruski w Miejskim Prywatnym Seminarium Nauczycielskim Żeńskim.
W 1931 wraz z działaczami ukraińskimi był jednym z założycieli Towarzystwa Muzealnego „Łemkowszczyzna” w Sanoku.
Zmarł 2 marca 1937. Został pochowany na cmentarzu przy ul. Jana Matejki w Sanoku.